# Saint Michael (Alaska)
Saint Michael (Taciq in der Yupik-Sprache), meist in der Kurzform St. Michael geschrieben, ist ein in der Nome Census Area des US-Bundesstaats Alaska gelegener Ort mit dem Status City mit 414 Einwohnern (2019).

## Geographie
Saint Michael liegt am Südufer des Norton-Sunds und bildet die Ostseite der Saint Michael Island, auf deren Nordwestseite die Ortschaft Stebbins liegt. Vorgelagert ist die Stuart Island. Die Entfernung zu Unalakleet im Nordosten beträgt rund 75 Kilometer. Im Süden beginnt das Yukon Delta National Wildlife Refuge.

## Geschichte
Im Jahr 1833 gründete die Russländisch-Amerikanische Kompagnie eine Siedlung am Norton-Sund und nannte den Ort „Redoubt St. Michael“. Der Ortsname wurde ebenso wie die Halbinsel nach dem Erzengel Michael benannt. Nachdem Alaska von Russland im Jahre 1867 an die USA verkauft wurde, blieben einige russische Händler dennoch in dem Ort. 1897 wurde ein US-Militärposten unter dem Namen „Fort St. Michael“ eingerichtet. Während des kurz darauf einsetzenden Goldrauschs ließen sich bis zu 10.000 Abenteurer in dem verkehrstechnisch günstig gelegenen Ort nieder und es wurde ein reger Handelsaustausch mit den Yupik betrieben. Nach Ende des Goldrauschs verließen die Abenteurer das Gebiet wieder. Während der Grippeepidemie von 1918 kamen viele Personen aus den umliegenden Regionen nach Saint Michael. Der Ort blieb bis zur Fertigstellung der Hauptstrecke der Alaska Railroad ein wichtiger Warenumschlagplatz. 1969 erfolgte die offizielle Gründung der City of Saint Michael. Der Verkauf, die Einfuhr und der Besitz von Alkohol sind in Saint Michael verboten.

## Demografische Daten
Im Jahre 2014 wurde eine Einwohnerzahl von 412 Personen ermittelt, was eine Zunahme um 12,0 % gegenüber dem Jahr 2000 bedeutet. Das Durchschnittsalter der Bewohner lag im Jahre 2014 mit 20,1 Jahren deutlich unter dem Durchschnittswert von Alaska, der 33,5 Jahre betrug. Der Anteil der auf die Ureinwohner zurückzuführenden Einwohner betrug zu diesem Zeitpunkt 91,8 %. Einige Einwohner gehen auf die Nachfahren russischer Händler aus der Ursprungszeit des Ortes zurück.